# Ctimene interspilata
Ctimene interspilata là một loài bướm đêm trong họ Geometridae.